# Oded Schramm
Oded Schramm (en hébreu : עודד שרם), né le 10 décembre 1961 à Jérusalem en Israël et mort le 1er septembre 2008 dans l'État de Washington aux États-Unis, est un mathématicien israélien.
Les travaux de Schramm sont à l'intersection de la théorie conforme des champs et la théorie des probabilités,.

## Biographie
Schramm suit des études de mathématiques à l'université hébraïque de Jérusalem puis obtient son doctorat en mathématiques de l'université de Princeton sous la direction de William Thurston en 1990 pour une thèse intitulée Packing Two-Dimensional Bodies with Prescribed Combinatorics and Applications to the Construction of Conformal and Quasi-Conformal Mappings. Il travaille ensuite pendant deux ans à l'université de Californie à San Diego avant d'occuper un poste à l'institut Weizmann entre 1992 et 1999. En 1999, il rejoint le groupe Théorie de Microsoft Research à Redmond, Washington.
Schramm a reçu de nombreuses récompenses pour ses travaux, parmi ceux-ci : le prix Salem en 2001, le Clay Research Award en 2002, le prix Loève et le prix Poincaré en 2003, le prix George Polya en 2006 avec Gregory Lawler et Wendelin Werner et le prix Ostrowski en 2007. En 2008 Schramm a été élu membre étranger de l'Académie royale des sciences de Suède.
Le 1er septembre 2008, Schramm fait une chute mortelle lors de l'ascension du pic Guye (en) au nord du col de Snoqualmie dans l'État de Washington.

## Travaux
Les travaux de Schramm tournent autour des comportements limites des modèles continus issus de modèles discrets. Pour un certain nombre de ces modèles discrets, l'analogue continu est un invariant conforme. Schramm est connu pour son travail sur l'évolution de Charles Loewner, devenue depuis évolution de Schramm-Loewner (en) (SLE, Schramm-Loewner Evolution dans la littérature scientifique). Le processus SLE est un outil puissant permettant d'établir des relations de limite d'échelle (en) dans des modèles comme la marche aléatoire auto-évitante ou le modèle de percolation,.
Schramm continue ses travaux sur le SLE avec Gregory Lawler et Wendelin Werner. Werner obtient la médaille Fields pour ses travaux probabilistes.
Schramm a aussi travaillé sur la sensibilité aux erreurs des fonctions booléennes, les permutations aléatoires, les arbres couvrants de poids minimal ou la géométrie métrique.

## Source
- (en) Cet article est partiellement ou en totalité issu de l’article de Wikipédia en anglais intitulé « Oded Schramm » (voir la liste des auteurs).